# Кильбургер, Иоганн Филипп
Иоганн Филипп Ки́льбургер (швед. Johan Philip Kilburger; предположительно 1642, Страсбург — 1721, Стокгольм) — участник шведского посольства в Москву (1674); автор описания Русского царства (1679).
В 1673—1674 годах являлся членом шведской дипломатической миссии графа Б. Г. Оксеншерны к царю Алексею Михайловичу, в качестве дворянина из свиты послов короля Карла XI. До этого в течение пяти лет (с 1668 года) состоял на службе у промышленника Абрахама Рееншерны. После возвращения исполнял должность секретаря королевской коммерц-коллегии. Заинтересовавшись русской торговлей, написал книгу «Краткое известие о русской торговле. Каким образом оная производилась в 1674…», подробно описывая не только состояние торговли в стране, но и, например, увиденные им в Москве здания, быт горожан и крестьян. Впервые этот труд был издан в 1679 году на немецком языке, первый русский перевод появился в 1820 году. В своём сочинении Кильбургер пытался обосновать выгоду, которую можно получить благодаря переносу центра русской торговли в Балтийское море с Белого. Книга Кильбургера признаётся важным источником по экономической истории России XVII века.
В 1675 году занял должность секретаря Рижской торговой палаты, однако уже в 1678 году он фигурировал в документах как государственный нотариус в Стокгольме.